# 31-я отдельная механизированная бригада
31-я отдельная механизированная бригада (укр. 31-ша окрема механізована бригада) (сокр. 31 ОМБр, в/ч A4773) — тактическое соединение Сухопутных сил Украины.

## История
Бригада сформирована в начале 2023 года в рамках подготовки к контрнаступлению Украины, в подготовке бригады участвовали инструкторы из стран НАТО, в котором она участвовала на Великоновосёлковском направлении направлении до октября 2023 года. 5 июня в российских тг-каналах  появилось видео, на котором, как утверждалось, был запечатлён разгром колонны техники 31-й бригады в основном при помощи артиллерии и мин. Также утверждалось, что 31-я и 23-я отдельные механизированные бригады потеряли «десятки единиц техник, более 1500 убитыми и после этого потеряли боеспособность и были распущены». Эти события происходили около села Новодонецкое. Однако уже 25 июня бригада освободила село Ровнополь, выгодные позиции на возвышенности около которого российские войска оставили из-за угрозы окружения.
В середине 2024 года бригада действует на Покровском направлении. 24 июля 2 батальона бригады оказались в окружении в районе села Прогресс, но 25 июля им с боем удалось выйти из окружения (по другим данным они беспорядочно отступили и 47-й омехбр пришлось занять их участок фронта).

## Вооружение
Бригада вооружена танками Т-64БВ и бронеавтомобилями MaxxPro.